# Медаль Богдана Пачинського
Медаль Богдана Пачинського — нагорода Польського астрономічного товариства за видатні досягнення в галузі астрономії та астрофізики. Нею можуть бути нагороджені польські та іноземні вчені. Премія була заснована під час з’їзду товариства у Гданську, яке відбулось 11–14 вересня 2011 року. Нагорода названа на честь видатного польського астронома Богдана Пачинського (1940–2007).

## Лауреати
- 2013: Мартін Ріс — медаль, вручена під час з'їзду ПАТ у Варшаві, який відбувся 11-14 вересня 2013 року[2]
- 2015: Джордж У. Престон — медаль, вручена під час з'їзду ПАТ у Познані, який відбувся 7-10 вересня 2015 року[3]
- 2017: Александер Вольщан — медаль, нагороджена під час з'їзду ПАТ в Зеленій Гурі, який відбувся 11-14 вересня 2017 року[4]
- 2019: Войцех Дзембовський — медаль, вручена під час з'їзду ПАТ в Ольштині, який відбувся 8-12 вересня 2019 року[5]
- 2021: Ромуальд Тиленда — медаль, вручена під час з'їзду ПАТ, який відбувся 13-17 вересня 2021 року[6]